# Weissia humicola
Weissia humicola är en bladmossart som beskrevs av C. Müller 1899. Weissia humicola ingår i släktet krusmossor, och familjen Pottiaceae. Inga underarter finns listade i Catalogue of Life.